# Pierre-Yves Guézou
Pierre-Yves Guézou, né le 3 janvier 1943 à Pleumeur-Bodou et mort le 12 décembre 1994 à Noisy-le-Grand, est un ancien capitaine de la Gendarmerie nationale française.

## Biographie
Le sous-officier Pierre-Yves Guézou est affecté en mai 1983 à l'officieuse cellule antiterroriste de l'Élysée, aux côtés de Christian Prouteau, Jean-Louis Esquivié et Pierre-Yves Gilleron, et en devient un membre important. La gestion des écoutes lui est progressivement confiée. Il était le seul membre de la cellule habilité au Groupement interministériel de contrôle (GIC).
Il se rendait à l'époque quotidiennement au GIC, situé aux Invalides, qui réalise les branchements autorisés par le cabinet du Premier ministre, pour réceptionner les écoutes commandées. Un double de la conversation était laissé au GIC, et l'autre était emmené au siège de la cellule, rue de l'Elysée. Il était chargé de faire les synthèses des écoutes. 
Il cesse de se rendre au GIC entre quinze jours et un mois avant le début de la première cohabitation, et est promu capitaine. Il a, sur la fin de la cellule, la charge d'en nettoyer le système informatique, en détruisant les disquettes. 
Lorsque la cellule d'écoutes antiterroriste est révélée au grand public et est judiciarisée, il se retrouve impliqué dans l'affaire des écoutes de l'Élysée. Il est convoqué le 26 avril 1994 pour se présenter le 25 mai devant le juge.
Il reçoit en décembre 1994 son avis de mise en examen dans l'affaire des écoutes ; six jours plus tard, il est retrouvé pendu dans l'appentis qui jouxte son domicile de Noisy-le-Grand, à l'aube, le 12 décembre 1994. Paul Barril parle d'un « suicide mystérieux ».